# Parlier
Parlier is een plaats in Fresno County in Californië in de VS.

## Geografie
Parlier bevindt zich op 36°36′34″Noord, 119°32′10″West. De totale oppervlakte bedraagt 4,2 km² (1,6 mijl²) wat allemaal land is.

## Demografie
Volgens de census van 2000 bedroeg de bevolkingsdichtheid 2656,2/km² (6862,9/mijl²) en bedroeg het totale bevolkingsaantal 11.145 als volgt onderverdeeld naar etniciteit:
- 33,63% blanken
- 0,58% zwarten of Afrikaanse Amerikanen
- 1,94% inheemse Amerikanen
- 0,82% Aziaten
- 0,04% mensen afkomstig van eilanden in de Grote Oceaan
- 59,43% andere
- 3,56% twee of meer rassen
- 96,97% Spaans of Latino

Er waren 2446 gezinnen en 2179 families in Parlier. De gemiddelde gezinsgrootte bedroeg 4,51.

## Plaatsen in de nabije omgeving
De onderstaande figuur toont nabijgelegen plaatsen in een straal van 16 km rond Parlier.